# Fonderie Typographique Française
Fonderie Typographique Française (gegründet 1921) war eine Schriftgießerei in Paris.
Durch die Fusion von mehreren Pariser Schriftgießereien entstand 1921 die Fonderie Typographique Française (FTF) in der Rue Napoléon Chaix im  15. Arrondissement (Paris). Durch den rückläufigen Markt in der Zwischenkriegszeit waren Fusionen in der Branche unumgänglich. 1923 entstand, ebenfalls durch Fusion, die Pariser Schriftgießerei Deberny & Peignot.
1969 wurde der Firmensitz der FTF nach Champigny-sur-Marne verlegt und erhielt den Namen „Société Nouvelle de la Fonderie Typographique Française“, bevor sie 1974 an die Fundición Tipográfica Neufville in Barcelona verkauft wurde.
Mehrere Schriften wurden vom Direktor Enric Crous-Vidal entworfen. Die FTF besaß einige Schriftarten, die auch heute noch in Gebrauch sind.